# Víctor Hugo Campos
Víctor Hugo Campos (ur. 14 czerwca 1937) – boliwijski strzelec.

## Kariera
Startował w Letnich Igrzyskach Olimpijskich 1984 w konkurencji trapu, zajmując 57. miejsce.